# Progress D-27 PropFan
Progress D-27 je trigredni PropFan motor, ki ga je razvil Ivčenko Progress.  D-27 so razvili za bolj energetsko varčna letala, kot npr. preklicani Yak-46 projekt in transportni Antonov An-70. Ni povsem jasno, če je jedro D-27 razvito iz trigrednega turboventilatorskega motorja D-36. D-27 bo služil kot odskočna deska za razvoj novih tehnologij motorjev. 
Med razvojem, je Ivčenko-Progress ponudil več verzij za različne namene:
- AI-127 - turbogredna verzija z močjo 14.500 KM za pogon izboljšane verzije helikopterja Mil Mi-26
- AI-727 - družina zelo visokoobtočnih turboventilatorskih motorjev z reduktorjem. Potisk je 9000 do 11000 kg.

Dvogredni plinski generator (gas generator) je zgrajen iz aksialnega nizkotlačnega kompresorja, visokotlačnega kompresorja z mešano konfiguracijo toka (ang. mixed-flow), obročasto zgorevalno komoro, enostopenjsko visokotlačno turbino in enostopenjsko nizkotlačno turbino. Kontrarotirajoči propfan poganja štiristopenjsak turbina s planetarnim reduktorjem.
Trenutno ni masovno proizvajanega letala s temi motorji.

## Primerjava z UDF
Koncept je precej podoben motorju mariškemu UDF, le da je malo bolj podoben turbopropelerju, kot predelenamu turboventilatorskem motorju. Ima večji propeler kot UDF, ki se vrti z nižjimi vrtljaji. Moč motorja se pri PropFan meri v kW, pri UDF pa s potisno silo. Propfan dosega višje hitrosti poleta kot turbopropeler, vendar manjše kot turboventilatorski motor. Dva nasproti se vrteča propelerja ponujata visok izkoristek, vendar pogon zahteva zapleteno izvedbo turbine in reduktorja, zato je zanesljivost zaenkrat manjša kot pri preprostejših turbopropelerskih pogonih. Progress D-27 razvija 10350 kW (14000 KM) poganja pa transportno letalo An-70 do hitrosti 780 km/h.

## Tehnične specifikacije
- Tip: Propfan
- Dolžina: 4,2 m (165,3 in)
- Širina: 1,2 m (49,5 in)
- Višina: 1,3 m (53,9 in)
- Premer propelerja (propfana): 4,5 m (177,1 in)
- Teža: 1650 kilogram (3638 lb)
- Kompresor: 5-stopenjski nizkotlačni aksialni , 2-stopenjski aksialni visokotlačni in enostopenjski centrifiugalni
- Zgorevalna komora: Obročasta (ang. annular)
- Turbina: enostopenjska visokotlačna, enostopenjska srednje tlačna in 4-stopenjska nizkotlačna
- Maks. moč: 14.000 KM (10.440 kW)
- Razmerje moč/masa: 6,33 kW/kg (3,85 hp/lb)

|                                             | Režim vzleta | Nominalni režim | Maks. kontinuirani režim |
| ------------------------------------------- | ------------ | --------------- | ------------------------ |
| Moč                                         | 14000 KM     | 11200 KM        | 6750 KM                  |
| Poraba goriva, kg/KMh                       | 0,170        | 0,174           | 0,130                    |
| Tlačno razmerja                             | 22,9         | 20,4            | 29,7                     |
| Temperatura pred vstopom v turbino (Kelvin) | 1640         | 1530            | 1450                     |
| Pretok zraka kg/s                           | 27.4         | 24.9            | 12.1                     |
| Hitrost vrtenja turbine                     | 8934         | 7720            | 7135                     |